# Église de la Nativité-de-la-Mère-de-Dieu de Lipe
Pour les articles homonymes, voir Église de la Nativité-de-la-Mère-de-Dieu.
L'église de la Nativité-de-la-Mère-de-Dieu de Lipe (en serbe cyrillique : Црква Рођења Пресвете Богородице у Липама ; en serbe latin : Crkva Rođenja Presvete Bogorodice u Lipama) est une église orthodoxe serbe située à Lipe, sur le territoire de la ville de Smederevo et dans le district de Podunavlje en Serbie. Elle est inscrite sur la liste des monuments culturels protégés de la république de Serbie (identifiant no SK 1734).

## Présentation
L'église a été construite en 1884 dans un style néo-classique auquel se mêlent quelques éléments baroques.
Elle est constituée d'une nef unique prolongée par trois absides dans la zone de la zone de l'autel ; ces absides sont demi-circulaires à l'intérieur et pentagonales à l'extérieur ; la nef est précédée par un narthex avec une galerie et un clocher domine la façade occidentale. À l'intérieur, la nef est dotée d'une voûte en berceau. L'édifice est construit en briques, enduit de plâtre et peint en blanc ; le dôme du clocher et les calottes des absides sont mis en valeur par l'utilisation de la couleur bleue. La décoration des façades est relativement simple ; horizontalement, elles sont rythmées par trois cordons et, verticalement, par de hautes fenêtres arquées ; la verticalité est accentuée par le clocher de la façade occidentale.
À l'intérieur se trouve une iconostase de style classique qui abrite des icônes peintes par des artistes de la fin du XIXe siècle ; l'église possède aussi deux icônes mobiles, dont l'une représente Saint Jean-Baptiste et l'autre une Mère de Dieu avec le Christ enfant.
Pendant la Première Guerre mondiale, l'église a subi de nombreux dommages : les cloches ont été retirées, les livres liturgiques ont été brûlés et le mobilier d'église emporté. L'édifice a été restauré en 1926.